# Осыно (Псковская область)
Осыно — деревня в Себежском районе Псковской области России.
Входит в состав сельского поселения Себежское.

## География
Расположена на северо-восточном берегу озера Осыно, в 25 км к юго-востоку от города Себеж.

### Природа
Западная часть деревни находится на территории Себежского национального парка, частью которого является озеро Осыно.
На территории деревни зарегистрировано 7 видов летучих мышей: водяная ночница, прудовая ночница, рыжая вечерница, лесной нетопырь, двухцветный кожан, северный кожанок, бурый ушан.

## История
В 1886 в селе существовала Покровская церковь.
В начале 1944 года на территории деревни был казнён 50-летний Кузьма Иосифович Смоляков — партизан, бывший местным жителем. На въезде в деревню установлен памятник.
С 1995 до 2005 года деревня была административным центром Осынской волости. С января 2006 до июля 2010 года деревня входила в состав ныне упразднённой Долосчанской волости.

## Население
| 2001 | 2002 | 2010 |
| ---- | ---- | ---- |
| 172  | ↘122 | ↘86  |

В 1906 году в селе было 19 дворов, проживало 153 человека (76 мужчин и 77 женщин).
Численность населения деревни по оценке на начало 2001 года составляла 172 жителя.

## Транспорт
Через деревню проходит автодорога 58К-284 «Опочка — Дубровка — государственная граница с Республикой Беларусь» (бывшая дорога А-117 «Опочка — Полоцк»).